# Бауэр, Густав
Густав Адольф Бауэр (нем. Gustav Adolf Bauer; 6 января 1870, Даркемен, Восточная Пруссия — 16 сентября 1944, Берлин) — немецкий политик, социал-демократ. С 21 июня 1919 по 26 марта 1920 года — рейхсканцлер Веймарской республики (до 14 августа 1919 года — премьер-министр).

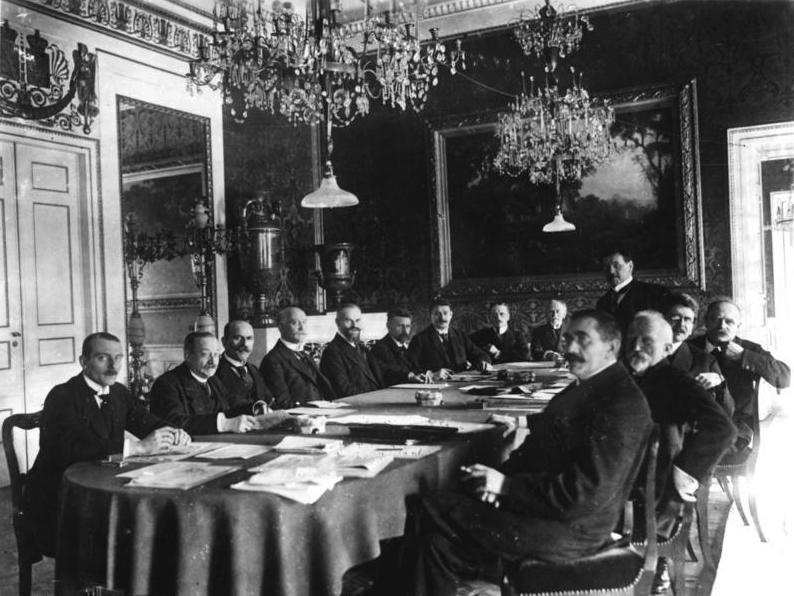
Первое заседание кабинета Шейдемана 13 февраля 1919 года в Веймаре. Слева направо: Ульрих Раушер, Роберт Шмидт, Ойген Шиффер, Филипп Шейдеман, Отто Ландсберг, Рудольф Виссель, Густав Бауэр, Ульрих фон Брокдорф-Ранцау, Эдуард Давид, Гуго Прейсс (стоит), Йоханнес Гисбертс, Йоханнес Белль, Георг Готгейн, Густав Носке

## Биография
Бауэр родился г.Озёрск (он же довоенный Даркемен до 1938 и Ангерапп до 1946 года) , в семье судебного исполнителя, чьи предки переселились в Восточную Пруссию из Южной Германии в 1731—1732 годах. По окончании народной школы в Кёнигсберге в 1884 году Густав Бауэр работал писарем в адвокатской конторе. В результате тяжёлой болезни в 1888 году потерял ногу. В 1893—1895 годах возглавлял контору именитого защитника по уголовным делам Фрица Фридмана.

### Профсоюзная и общественная жизнь
В 1895 году Бауэр основал Центральный союз конторских служащих Германии и возглавлял его вплоть до слияния с Союзом государственных служащих больничных касс в 1808 году. В 1902 году потерял работу из-за своего участия в профсоюзной деятельности и в течение года занимался собственным трактиром, затем на профессиональной основе возглавил Центральный рабочий секретариат профсоюзов. В 1908—1918 годах Бауэр занимал должность второго председателя Генеральной комиссии профсоюзов Германии. В 1912 году Бауэр был избран председателем наблюдательного совета нового страхового общества Volksfürsorge.
В 1917 году Бауэр участвовал в создании Народного союза за свободу и родину, ставшего противовесом экстремистской Немецкой отечественной партии. После ухода из политики Густав Бауэр работал управляющим в Берлинском жилищном товариществе.

### Политическая деятельность
Бауэр состоял в СДПГ и относился к правому крылу, поддержавшему политику гражданского мира с имперским правительством во время Первой мировой войны.
В 1912 году Бауэр был избран депутатом рейхстага от СДПГ и возглавлял с 1915 года бюджетный комитет. После Ноябрьской революции был избран делегатом Веймарского национального собрания и затем являлся депутатом рейхстага с июня 1920 по февраль 1925 года.
В октябре 1918 года рейхсканцлер Максимилиан Баденский назначил Густава Бауэра статс-секретарём Имперского ведомства труда. В кабинете Шейдемана Бауэр с 13 февраля 1919 года занимал пост рейхсминистра труда.
После отставки Шейдемана 20 июня 1919 года Бауэр был назначен рейхсканцлером правительства, подписавшего Версальский договор, несмотря на то, что он сам выступал против условий договора. 22 июня Бауэр высказался за принятие договора, но планировал опротестовать перед Антантой некоторые его отдельные положения о вине в развязывании войны и выселении граждан Германии, но уже на следующий день на заседании Веймарского национального собрания он был вынужден признать, что его попытки не увенчались успехом.
На посту рейхсканцлера Густав Бауэр занимался вопросами подведомственности железных дорог и вместе с рейхсминистром финансов Маттиасом Эрцбергером продвигал финансовую реформу. В 1920 году после Капповского путча Бауэр был вынужден уйти в отставку, поскольку, как и рейхсминистр обороны Густав Носке, утратил доверие своей партии и профсоюзов. В следующем правительстве своего товарища по партии Германа Мюллера Густав Бауэр занимал должность министра казначейства, а с 1 мая 1920 года по 25 июня 1920 года также министра транспорта. Во втором кабинете Вирта Бауэр занимал должность вице-канцлера и рейхсминистра казначейства.
В 1925 году Густав Бауэр был исключён из рядов партии в связи с делом Бармата. 14 мая 1926 года был восстановлен в партии решением партийного суда. В Веймарской республике состоял членом Рейхсбаннера.
После прихода к власти национал-социалистов в мае 1933 года Густав Баэур в течение нескольких недель находился под арестом по обвинению в налоговых преступлениях.
Густав Бауэр был женат на Гедвиге Мох. Похоронен на церковном кладбище в Глинике.